# Robert Maclennan
Robert Adam Ross Maclennan (26 juin 1936-18 janvier 2020) est un homme politique libéral démocrate britannique et un pair à vie.
Il est le dernier dirigeant du Parti social-démocrate (SDP), servant lors des négociations qui conduisent à sa fusion avec le Parti libéral en 1988. Il est ensuite co-chef par intérim du nouveau parti, connu sous le nom de Social and Liberal Democrats (SLD) et plus tard sous le nom de Liberal Democrats. Il est député de 1966 à 2001, date à laquelle il est élevé à la Chambre des lords.

## Jeunesse
Le père de MacLennan, Hector MacLennan, est un gynécologue et obstétricien renommé. Sa mère, Isabel Margaret Adam, est médecin et militante de la santé publique. Il fait ses études à la Glasgow Academy, au Balliol College, Oxford, au Trinity College, Cambridge et à l'Université Columbia, New York. Il est le frère de David MacLennan, Elizabeth MacLennan (en) et Kenneth MacLennan.

## Au Parlement

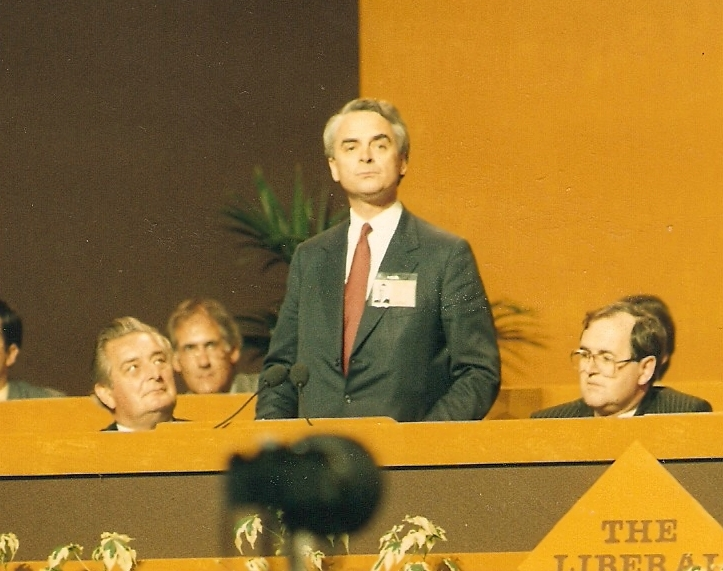
Maclennan (alors chef du SDP) s'adressant à l'Assemblée libérale en 1987

Il devient député de la circonscription de Caithness et Sutherland en 1966 et sert jusqu'en 1997; et pour Caithness, Sutherland et Easter Ross après les changements de limites, de 1997 à 2001.
Il est élu pour la première fois en tant que membre du Parti travailliste et est ministre subalterne dans le gouvernement travailliste de 1974 à 1979, mais en 1981, il fait défection pour devenir membre fondateur du SDP. Il est l'un des rares députés du SDP à conserver son siège aux élections générales de 1983. Après son passage en tant que chef du SDP en 1988, il est porte-parole des libéraux-démocrates, et président de 1994 à 1998.
Il est nommé au Conseil privé en 1997.
Après sa retraite aux élections générales de 2001, il est élevé à la Chambre des lords, créé pair à vie en tant que baron Maclennan de Rogart, de Rogart à Sutherland. Il est le porte-parole du parti pour le cabinet et l'Écosse à la Chambre des lords jusqu'en 2015.
Le 18 janvier 2020, il est décédé à l'âge de 83 ans.